# Castillo de Hillsborough
El castillo de Hillsborough es una residencia oficial del gobierno en Irlanda del Norte  Es la residencia oficial del Secretario de Estado para Irlanda del Norte, y la residencia oficial en Irlanda del Norte del Rey Carlos III y otros miembros de la familia real británica cuando visitan la región, así como una casa de huéspedes para prominentes visitantes internacionales.
Desde 1924 hasta la abolición del puesto en 1973, fue la residencia oficial del gobernador de Irlanda del Norte. Desde abril de 2014, ha sido administrado por Historic Royal Palaces y está abierto al público que paga.

## Historia temprana
El castillo de Hillsborough, que se encuentra en el pueblo de Royal Hillsborough, en el noroeste del condado de Down, no es un verdadero castillo. Es una casa de campo georgiana construida en el siglo XVIII para la familia Hill, marqueses de Downshire, que la poseyó hasta 1922, cuando el séptimo marqués de Downshire vendió la mansión y sus terrenos al gobierno británico. Al comprarlo, el gobierno resolvió un problema práctico. En virtud de la Ley del Gobierno de Irlanda de 1920, se creó una región nueva y distinta del Reino Unido llamada Irlanda del Norte dentro de la provincia tradicional de Úlster, pero menos tres condados: Cavan, Donegal y Monaghan, que pasaron a formar parte del Estado Libre Irlandés. La autoridad ejecutiva había sido conferida tanto para Irlanda del Norte como para su región hermana, Irlanda del Sur, era el Lord teniente, quien se suponía que era una de las dos características comunes de toda Irlanda (junto con el Consejo de Irlanda) en la nueva estructura de autonomía. Sin embargo, esa oficina fue abolida en un cambio de ley luego del tratado angloirlandés de 1921, que en efecto abortó Irlanda del Sur (que en realidad solo existía en el papel) y estableció el Estado Libre Irlandés.
Se creó una nueva oficina solo para Irlanda del Norte, la de Gobernador de Irlanda del Norte. Como la Logia Virreinal de Dublín dejó de estar disponible, física y políticamente, se necesitaba una nueva residencia. El castillo de Hillsborough, aunque estaba fuera de Belfast, se consideró un lugar adecuado. Después de algunas renovaciones, el primer gobernador, el tercer duque de Abercorn, se mudó durante 1925. Al convertirse en la residencia oficial del gobernador, el edificio pasó a llamarse oficialmente Casa de Gobierno.
Dentro de los terrenos del castillo hay una serie de árboles plantados por residentes y visitantes de la finca. Estos incluyen un árbol (Abies albertiana) plantado por el duque de Abercorn, el primer gobernador de Irlanda del Norte, en octubre de 1925.

## Historia reciente

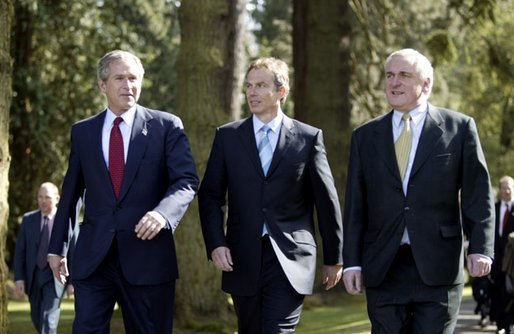
El presidente estadounidense George W. Bush, el primer ministro británico Tony Blair y el jefe de gobierno irlandés Bertie Ahern en el castillo de Hillsborough el 8 de abril de 2003.

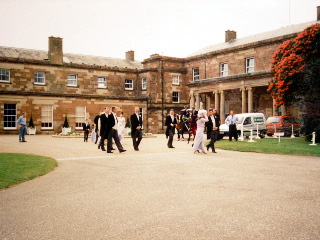
Huéspedes saliendo del castillo de Hillsborough para caminar por sus terrenos.

Tras la decisión de abolir el sistema de gobierno delegado de Irlanda del Norte e instituir el gobierno directo desde Londres en marzo de 1972, se abolieron todos los cargos gubernamentales de Irlanda del Norte, incluido el de gobernador y primer ministro de Irlanda del Norte. Estos dos puestos se combinaron de hecho para crear el cargo de Secretario de Estado para Irlanda del Norte. Como representante de la Reina Isabel II, el Secretario de Estado se mudó al castillo de Hillsborough en ese momento.
El castillo de Hillsborough siguió utilizándose para importantes reuniones y conferencias: fue el lugar de la firma del acuerdo angloirlandés el 15 de noviembre de 1985 y Mo Mowlam abrió nuevos caminos cuando abrió al público los extensos terrenos del castillo. en abril de 1999.
Isabel II y el duque de Edimburgo se hospedaron en el castillo de Hillsborough durante su visita a Irlanda del Norte como parte de la gira del Jubileo de Oro del Reino Unido en 2002 y el entonces presidente de los Estados Unidos, George W. Bush, visitó el castillo en 2003.
La casa también se utilizó en enero de 2010 para conversaciones entre el primer ministro británico, Gordon Brown, el taoiseach irlandés Brian Cowen y representantes del Partido Unionista Democrático (DUP) y el Sinn Féin sobre la crisis de la vigilancia policial en Irlanda del Norte, que amenazaba con descarrilar el poder compartido y con colapsar el Gobierno de Irlanda del Norte. Luego, en abril de 2014, el Príncipe de Gales realizó una investidura en el castillo de Hillsborough, la primera que se realizaba en Irlanda del Norte desde que el lugar se convirtió en un palacio real.